# Dolcè
Dolcè est une commune italienne de la province de Vérone dans la région Vénétie en Italie,.

## Administration
| Période                                  | Période | Identité | Étiquette | Qualité |
| ---------------------------------------- | ------- | -------- | --------- | ------- |
|                                          |         |          |           |         |
| Les données manquantes sont à compléter. |         |          |           |         |

### Hameaux
Ossenigo, Peri, Volargne, Ceraino

### Communes limitrophes
Avio, Brentino Belluno, Fumane, Rivoli Veronese, Sant'Ambrogio di Valpolicella, Sant'Anna d'Alfaedo